# Vera Lúcia (Justinópolis)
Vera Lúcia é um bairro pertencente ao distrito de Justinópolis em Ribeirão das Neves, na Região Metropolitana de Belo Horizonte. Localiza-se a oeste do centro de Justinópolis, tem acesso principal pela Av. Denise Cristina da Rocha.

## Origem
De acordo com o Plano de Regularização Fundiária de Ribeirão das Neves elaborado em 2009, o bairro foi aprovado em 22/07/1976 e registrado posteriormente. Esse loteamento está localizado na área de expansão metropolitana, e, com uma área total de 53.055 m2, foram disponibilizados 35.825 m2 de uso exclusivo para lotes, que totalizam 89.
Começou a se consolidar nos anos 2000, em decorrência sobretudo da sua localização, na região de conurbação com o distrito de Venda Nova.

## Atualidade

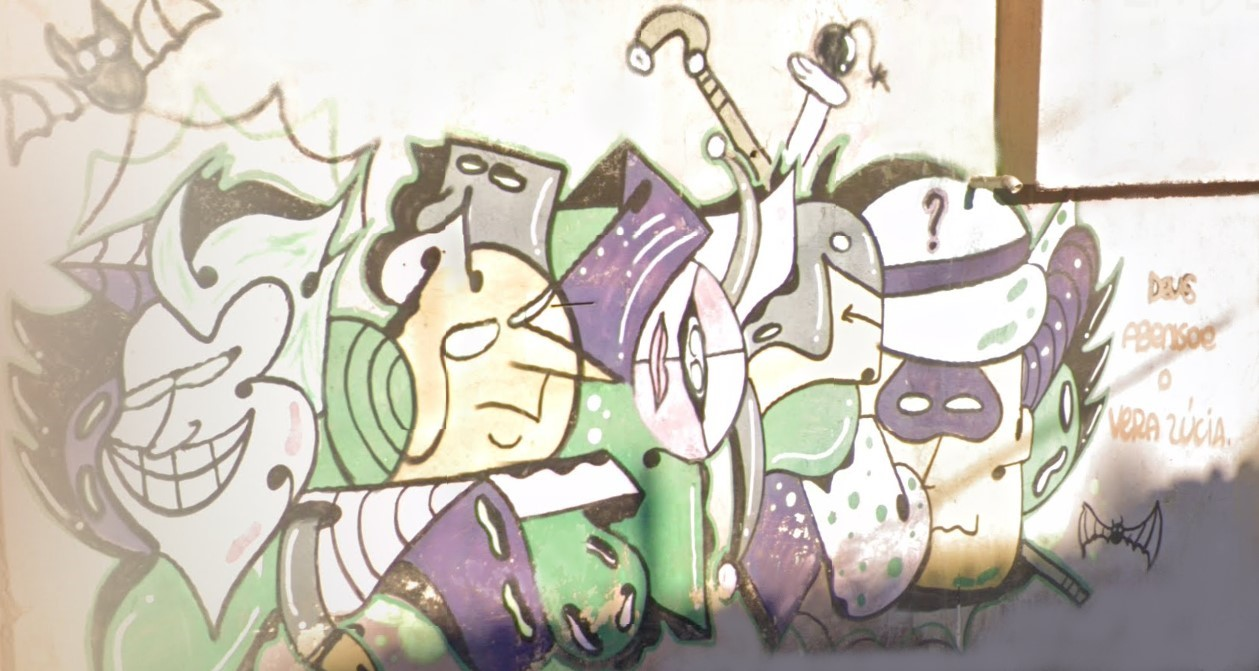
Um graffiti na rua cinco, bairro Vera Lúcia

O Bairro Vera Lucia se assenta sob um terreno plano em suas primeiras ocupações na Avenida Vinte e um de Abril. Já na Rua Nelson Cordeiro em diante, a declividade passa a ficar acentuada. Ele possui vias com traçado regular, maior parte pavimentada e com dois sentidos, porém algumas ruas possuem passagem apenas para um carro.
O Bairro Vera Lucia, logo no início da Avenida 21 de Abril, contém uma academia da comunidade recentemente instalada, e uma quadra de futebol na proximidade. Também conta com uma associação de moradores, a Associação do Bairro Vera Lúcia e Adjacências na Avenida Vinte e Um de Abril.
Há um eixo comercial na rua 5 (até a divisa com o bairro Belo Vale) e na Avenida 21 de Abril,  composto por bares, lava jatos, mercearias, papelaria, supermercado, mecânica e uma loja de camisetas personalizadas.
No que discerne à educação, Vera Lúcia não contém escolas municipal ou estadual. Contudo, os moradores, por estarem próximos da avenida e de bairros que contam com tal serviço (Jd. São Judas, Botafogo, Centro de Justinópolis), conseguem acessar as instituições de ensino.
Os bairros vizinhos são: Belo Vale, Jardim São Judas Tadeu e Labanca.

## Transporte
O bairro Vera Lúcia é atendido por cinco linhas de ônibus, além dos transportes alternativos (Uber, 99, entre outros). São elas: 5375, 5376, 5412, 5391 e 204 (antigo 2101). Ademais, muitos moradores preferem se deslocar até a avenida principal, cerca de 5 minutos, aumentando a oferta de coletivos.
Para saber mais, veja detalhadamente na lista do bairro Cruzeiro.